# Mosquée Tronja

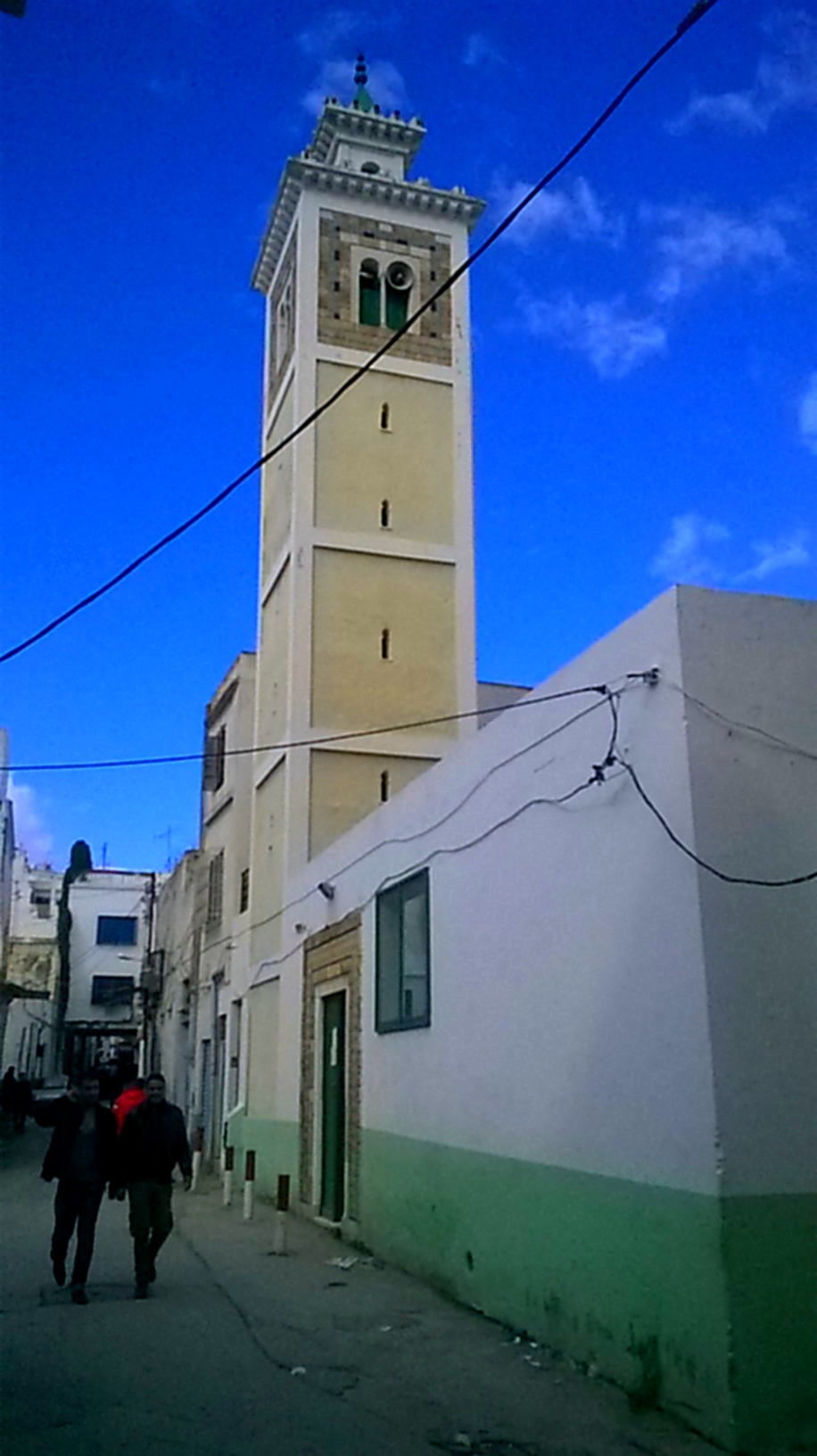
Vue de la mosquée Tronja.

La mosquée Tronja (arabe : مسجد ترنجة) est une mosquée tunisienne située dans le quartier Tronja, au nord de la médina de Tunis, dans le faubourg de Bab Souika.

## Localisation

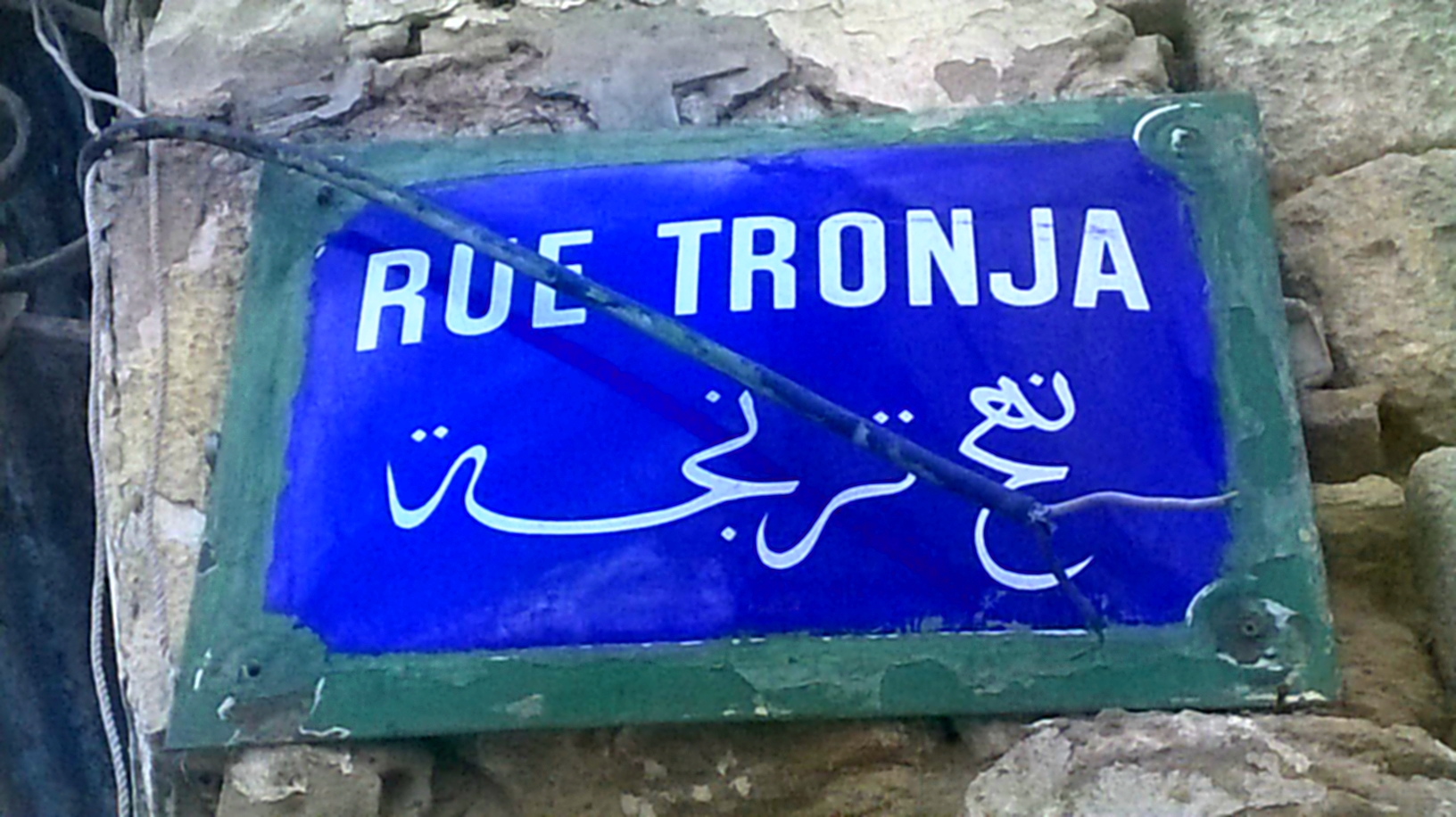
Plaque métallique indiquant la rue Tronja.

La mosquée se trouve au numéro 13 de la rue Tronja.

## Étymologie
Selon le géographe Al-Bakri, les jardins des environs de Tunis produisaient des cédrats renommés pour leur saveur et leur parfum, d’où les noms de la rue Tronja et de la Vieille-Tronja.

## Histoire
Complètement reconstruite par la municipalité de Tunis en novembre 1983 — époque à laquelle un minaret est bâti — selon la plaque commémorative de la mosquée, la première date de construction est peu citée dans la littérature.

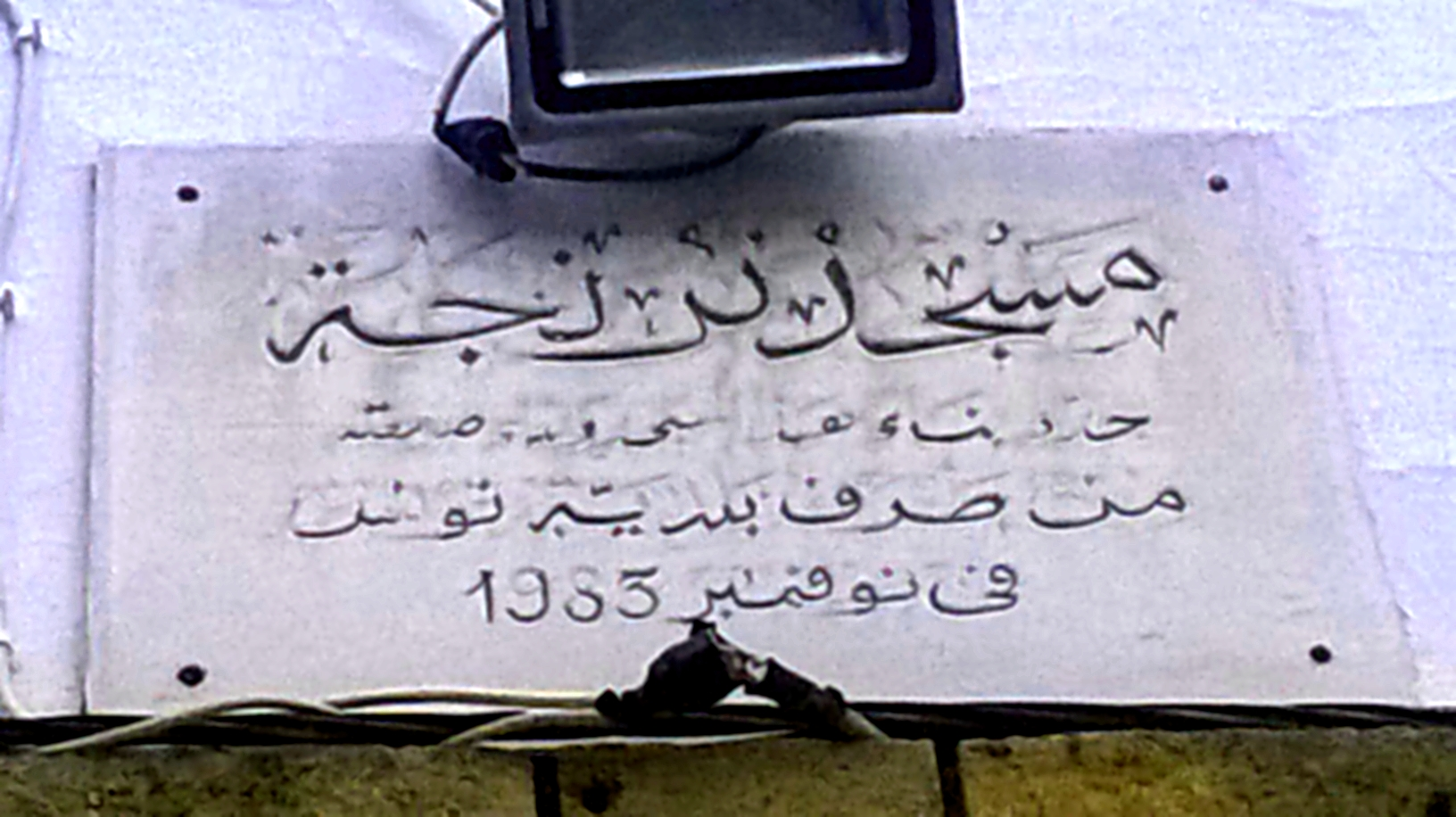
Plaque commémorative de la mosquée.
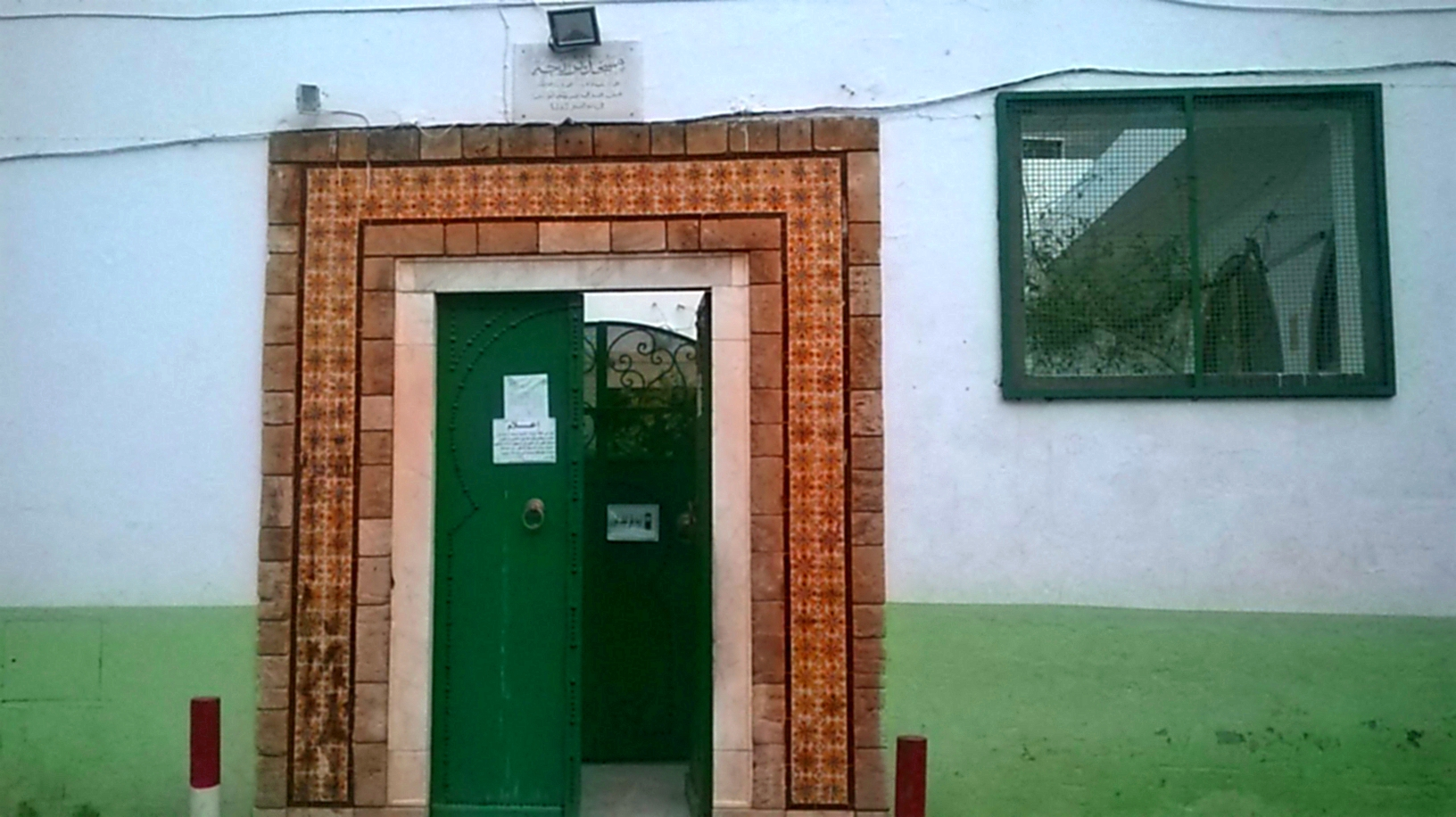
Porte d'entrée.
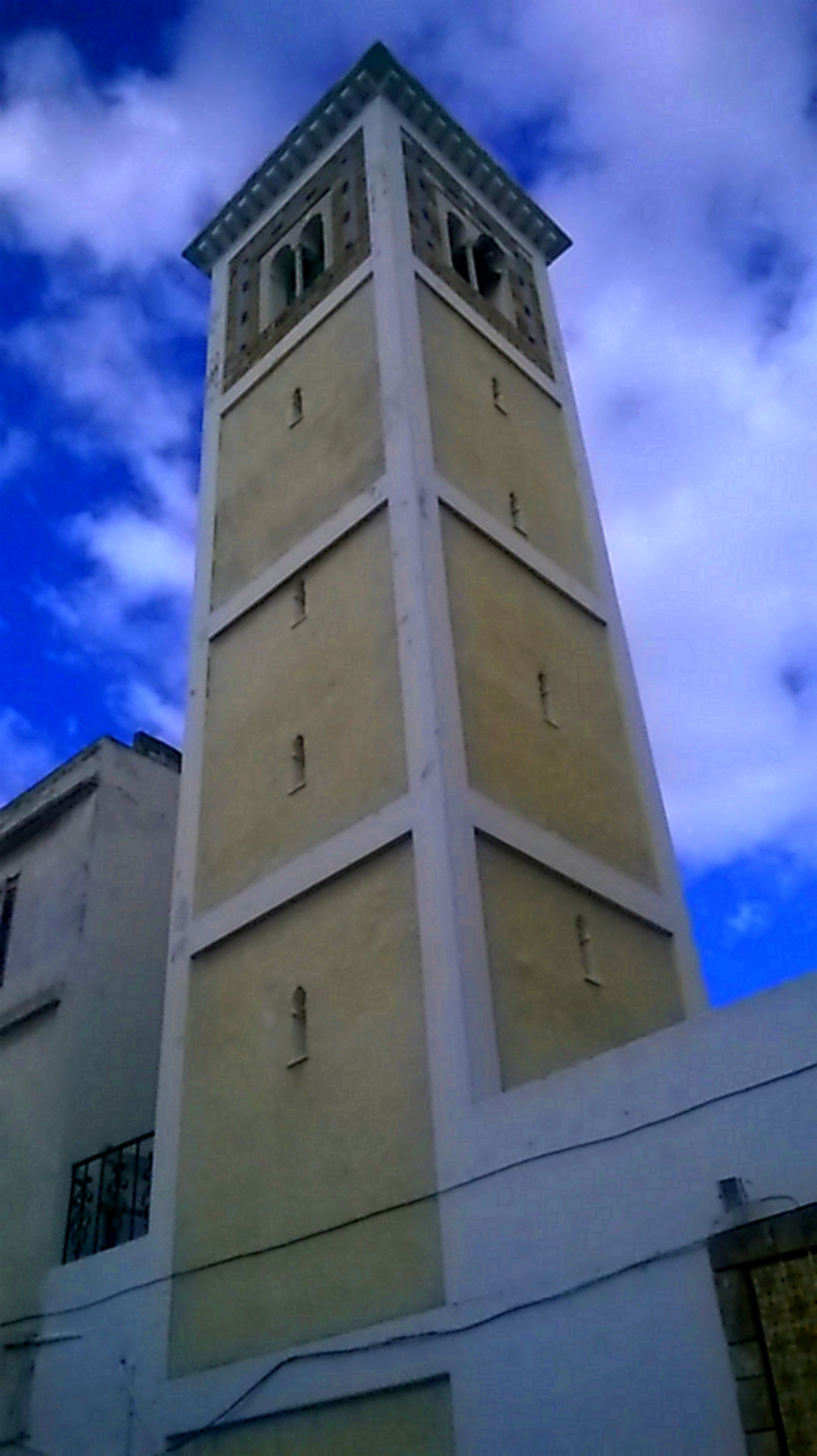
Minaret.